# 진정한 해방
진정한 해방(The Liberation Of L.B. Jones)은 미국에서 제작된 윌리엄 와일러 감독의 1970년 드라마, 범죄 영화이다. 리J.콥 등이 주연으로 출연하였고 A. 로널드 루빈 등이 제작에 참여하였다.

## 출연

### 주연
- 리J.콥
- 안소니 저브

### 조연
- 로스코 리 브라운
- 로라 팔라나
- 리 메이저스
- 바바라 허쉬
- 야펫 코토
- 아크 존슨
- 칠 윌스
- 자라 컬리
- 파야드 니콜라스
- 조셉 아틀스
- 로렌 존스
- 더브 테일러
- 브렌다 사이키스
- 래리 D. 맨
- 레이 틸
- 이브 맥비프
- 잭 그린네이지
- 크리스 래드

## 제작진
- 원작자: 제시 힐 포드
- 미술: 케네스 A. 레이드
- 세트: 프랭크 터틀